# 14277 Parsa
14277 Parsa è un asteroide della fascia principale. Scoperto nel 2000, presenta un'orbita caratterizzata da un semiasse maggiore pari a 2,8004745 UA e da un'eccentricità di 0,0516398, inclinata di 3,88569° rispetto all'eclittica.